# Steven Moffat
Steven William Moffat (n. 18 de noviembre de 1961, Paisley, Escocia), conocido como Steven Moffat, es un guionista de cine y televisión y productor de televisión británico.

## Carrera
Su primer trabajo en televisión fue la serie dramática para adolescentes Press Gang. Para su primera comedia de situación, Joking Apart, se inspiró en la ruptura de su primer matrimonio; por el contrario, para su comedia Coupling se basó en su relación con la productora televisiva Sue Vertue. Entre los dos programas, escribió los libretos de Chalk, una comedia ambientada en una escuela e inspirada en sus propias experiencias como profesor de lengua inglesa.  
Moffat, un fanático de Doctor Who, ha escrito varios episodios para la serie moderna y fue el sucesor de Russell T Davies como guionista principal y productor ejecutivo cuando comenzó la producción de la quinta temporada, en 2009. En 2008 escribió el guion de la primera película de Las aventuras de Tintín: el secreto del Unicornio para el director Steven Spielberg.
Muchos de los programas en los que trabajó han ganado premios, incluyendo BAFTAs y premios Hugo por algunos de sus episodios de Doctor Who y Sherlock.

## Filmografía
| Producción                                                               | Notas | Cadena            |
| ------------------------------------------------------------------------ | --- | ----------------- |
| Press Gang                                                               | - 43 episodes (1989-1993) | ITV               |
| Stay Lucky                                                               | - "The Devil Wept in Leeds" (1990) | ITV               |
| Joking Apart                                                             | - 13 episodios (1991-1995) | BBC2              |
| Murder Most Horrid                                                       | - "Overkill" (1994) - "Dying Live" (1996) - "Elvis, Jesus and Zack" (1999) | BBC2              |
| Chalk                                                                    | - 12 episodios (1997) | BBC1              |
| Doctor Who and the Curse of Fatal Death                                  | - (especial de Comic Relief, 1999) | BBC One           |
| Coupling                                                                 | - 28 episodios (2000-2004) | BBC Two BBC Three |
| Doctor Who                                                               | - El niño vacío / El Doctor baila (2005) - La chica en la chimenea (2006) - Parpadeo (2007) - Choque temporal ("minisodio" para Children in Need, 2007) - Silencio en la biblioteca / El bosque de los muertos (2008) - El fin del tiempo, 2ª parte (escena final, 2009) - En el último momento (2010) - La bestia de abajo (2010) - El tiempo de los ángeles / Carne y piedra (2010) - La Pandórica se abre / El Big Bang (2010) - Un cuento de Navidad (especial de Navidad, 2010) - Espacio y tiempo ("minisodio" para Children in Need, 2011) - El astronauta imposible / El día de la Luna (2011) - Un hombre bueno va a la guerra (2011) - Matemos a Hitler (2011) - La boda de River Song (2011) - El Doctor, la viuda y el armario (especial de Navidad, 2011) - El manicomio de los Daleks (2012) - Los ángeles toman Manhattan (2012) - El gran detective ("minisodio" para Children in Need, 2012) - Los hombres de nieve (especial de Navidad, 2012) - Las campanas de Saint John (2013) - El día del Doctor (especial 50 aniversario de la serie, 2013) - El tiempo del Doctor (especial de Navidad, 2013) - Respira hondo(2014) - Escucha (2014) - Agua oscura / Muerte en el cielo (2014) - La última Navidad (especial de Navidad, 2014) - El aprendiz de mago / El familiar de la bruja (2015) - La chica que murió / La mujer que vivió (2015) - Enviado del cielo / Huido del infierno (2015) - Los maridos de River Song (especial de Navidad, 2015) - The Return of Doctor Mysterio (especial de Navidad, 2016) - The Pilot (2017) - Extremis / The Pyramid at the End of the World / The Lie of the Land (2017) - World Enough and Time / The Doctor Falls (2017) - Twice Upon a Time (especial de Navidad, 2017) - Boom! (2024) - Joy to the World (2024) | BBC One           |
| Jekyll                                                                   | - 6 episodios (2007) | BBC One           |
| Sherlock                                                                 | - A Study in Pink (2010) - A Scandal in Belgravia (2012) - The Sign of Three (2014) - His Last Vow (2014) - The Abominable Bride (coescrito con Mark Gatiss) (2016) - The Lying Detective (2017) - The Final Problem (coescrito con Mark Gatiss) (2017) | BBC One           |
| Las aventuras de Tintín: el secreto del Unicornio                        | - Largometraje (coescrito con Edgar Wright y Joe Cornish, 2011) | N/A               |
| Drácula                                                                  | - Miniseries (coescrita con Mark Gatiss, 2020) | BBC One           |
| Desde dentro (título original en inglés: Inside Man) (4 episodios, 2022) | - Miniserie (2022) | BBC One/Netflix   |

## Premios y nominaciones
| Año  | Premio                                  | Obra                                                                                          | Categoría | Resultado |
| ---- | --------------------------------------- | --------------------------------------------------------------------------------------------- | --- | --------- |
| 1991 | British Academy Television Awards       | Press Gang                                                                                    | Mejor programa infantil (Entretenimiento / Drama)                                                                   | Ganador   |
| 1991 | Royal Television Society Awards         | Press Gang                                                                                    | Mejor programa infantil                                                                                             | Ganador   |
| 1992 | British Academy Television Awards       | Press Gang                                                                                    | Mejor programa infantil                                                                                             | Nominado  |
| 1995 | Bronze Rose of Montreux                 | Joking Apart                                                                                  | Comedia | Ganador   |
| 2003 | British Comedy Awards                   | Coupling                                                                                      | Mejor comedia de televisión                                                                                         | Ganador   |
| 2006 | Hugo Award                              | Doctor Who: El niño vacío/El Doctor baila                                                     | Mejor presentación dramática en forma corta                                                                         | Ganador   |
| 2006 | Premio Nébula                           | Doctor Who: La chica en la chimenea                                                           | Mejor libreto | Nominado  |
| 2007 | Hugo Award                              | Doctor Who: La chica en la chimenea                                                           | Mejor presentación dramática en forma corta                                                                         | Ganador   |
| 2007 | Writers' Guild of Great Britain Award   | Doctor Who, Temporada Tres                                                                    | Mejor novela o serie televisiva (con Chris Chibnall, Paul Cornell, Russell T Davies, Helen Raynor y Gareth Roberts) | Ganador   |
| 2007 | Premio Nébula                           | Doctor Who: Parpadeo                                                                          | Mejor libreto | Nominado  |
| 2008 | British Academy Television Award        | Doctor Who: Parpadeo                                                                          | Mejor guionista | Ganador   |
| 2008 | Hugo Award                              | Doctor Who: Parpadeo                                                                          | Mejor presentación dramática en forma corta                                                                         | Ganador   |
| 2008 | BAFTA Cymru                             | Doctor Who: Parpadeo                                                                          | Mejor guionista | Ganador   |
| 2008 | BAFTA Scotland                          | Doctor Who                                                                                    | Guion de cine y televisión                                                                                          | Nominado  |
| 2009 | Hugo Award                              | Doctor Who: Silencio en la biblioteca/El bosque de los muertos                                | Mejor drama corto                                                                                                   | Nominado  |
| 2009 | Writers' Guild of Great Britain Award   | Doctor Who, Temporada Cuatro                                                                  | Mejor drama televisivo (con Russell T Davies)                                                                       | Nominado  |
| 2011 | Hugo Award                              | Doctor Who: La Pandórica se abre/El Big Bang                                                  | Mejor presentación dramática en forma corta                                                                         | Ganador   |
| 2011 | Hugo Award                              | Doctor Who: Un cuento de Navidad                                                              | Mejor presentación dramática en forma corta                                                                         | Nominado  |
| 2011 | Primetime Emmy Award                    | Sherlock A Study in Pink                                                                      | Mejor guion de miniserie, película o especial dramático                                                             | Nominado  |
| 2011 | Premios Satellite                       | Las aventuras de Tintín: el secreto del Unicornio (compartido con Edgar Wright y Joe Cornish) | Mejor guion adaptado                                                                                                | Nominado  |
| 2012 | Annie Award                             | Las aventuras de Tintín: el secreto del Unicornio (compartido con Edgar Wright y Joe Cornish) | Mejor guion en producción de largometraje                                                                           | Nominado  |
| 2012 | Hugo Award                              | Doctor Who: Un hombre bueno va a la guerra                                                    | Mejor presentación dramática en forma corta                                                                         | Nominado  |
| 2012 | British Academy Television Craft Awards | Sherlock: "A Scandal in Belgravia"                                                            | Mejor guion | Ganador   |
| 2012 | British Academy Television Craft Awards | —                                                                                             | Premio especial | Ganador   |
| 2012 | Primetime Emmy Award                    | Sherlock: "A Scandal in Belgravia"                                                            | Mejor guion de miniserie, película o especial dramático                                                             | Nominado  |
| 2014 | Primetime Emmy Award                    | Sherlock: "His last vow"                                                                      | Mejor guion de miniserie, película o especial dramático                                                             | Ganador   |